# Gisors
Gisors ist ein nordfranzösischer Ort und eine Stadt mit 12.395 Einwohnern (Stand 1. Januar 2022) im Département Eure in der Region Normandie. Nach dem Zweiten Weltkrieg erhielt die Gemeinde das Croix de guerre 1939–1945. In Gisors wurde der Legende nach im Jahr 1307 der Schatz der Tempelritter versteckt.

## Lage und Klima
Die am Zusammenfluss der Epte, der Troësne und des Réveillon gelegene Stadt Gisors ist die östlichste Gemeinde der Normandie. Sie liegt in der Kulturlandschaft des Vexin auf der Grenze zwischen dem Vexin normand und dem Vexin français in einer Höhe von ca. 75 m. Das vom ca. 100 km (Luftlinie) entfernten Atlantik beeinflusste Klima ist gemäßigt; Regen (ca. 700–800 mm/Jahr) fällt überwiegend in den Wintermonaten.

## Bevölkerungsentwicklung
| Jahr                       | 1800  | 1851  | 1901  | 1954  | 1999   | 2020   |
| Einwohner                  | 3.650 | 3.653 | 4.861 | 5.670 | 10.882 | 11.863 |
| Quellen: Cassini und INSEE |       |       |       |       |        |        |

Der Bevölkerungsanstieg seit den 1950er Jahren beruht im Wesentlichen auf der Zuwanderung von Familien und Einzelpersonen, die infolge der Mechanisierung der Landwirtschaft, der Aufgabe von bäuerlichen Kleinbetrieben („Höfesterben“) und des daraus resultierenden geringeren Arbeitskräftebedarfs auf dem Lande arbeitslos geworden sind.

## Wirtschaft und Infrastruktur
Wie schon im 14. Jahrhundert wurde Gisors ab 1703 durch die Gründung von Manufakturen zu einem Zentrum der Weberei. Im 19. Jahrhundert gab es in Gisors mehrere Glashütten, drei Getreidemühlen, eine Flachsbreche und mehrere Gerbereien. Heute gibt es mehrere Gewerbegebiete westlich des Ortskerns an der Départementsstraße in Richtung Trie-Château (Département Oise).
Am 15. Juli 1869 wurde die Bahnlinie Gisors – Vernonnet eingeweiht. Der Personenverkehr wurde im März 1940 eingestellt, der Güterverkehr 1941. Die Bahnstrecke wurde im Zweiten Weltkrieg von den deutschen Truppen zum Transport der Materialien für die Errichtung des Atlantikwalls benutzt. Heute wird der Bahnhof von Gisors (gare de Gisors-Embranchement) von der Bahnlinie Gisors – Paris Saint-Lazare der SNCF und der Bahnlinie Dieppe – Serqueux – Gisors der TER Haute-Normandie angefahren.
Auf dem Gemeindegebiet gelten geschützte geographische Angaben (IGP) für Schweinefleisch (Porc de Normandie), Geflügel (Volailles de Normandie) und Cidre (Cidre de Normandie und Cidre normand).

## Geschichte

### Antike
Im Jahre 968 wurde der Ort als Gisortis erstmals urkundlich erwähnt. Der Name gehört zu einer ganzen französischen Ortsnamenserie mit der Endsilbe or, wie Niort oder Jort. Der Name Gisortis entstand laut Beaurepaire aus Gisus, einem gallischen Vornamen, oder dem keltischen Wort geso, ‚Spitze‘ oder ‚Lanze‘, und rito, ‚Furt‘ (altkymrisch: rit, kymrisch: rhyd). Die Lage des Orts an den verschiedenen Flüssen unterstützt diese Hypothese. Die Bedeutung könnte „Furt, die mit Lanzen markiert ist“ sein. Der Wortteil giso- taucht außerdem im Namen des keltischen Gottes Gisacus auf, der in einer Inschrift erwähnt wird, die in Gisacum (bei Le Vieil-Évreux) gefunden wurde.
Andere Sprachhistoriker stellten im 19. Jh. Theorien darüber auf, dass Gisors von Gaius Iulius Caesar (100 v. Chr. bis 44 v. Chr.) gegründet worden sei. Das gilt heute als überholt. Der Hügel über dem Tal der Epte, an dem Gisors liegt, wird Mont-de-l’Aigle („Adlerberg“) genannt. Dort soll der Legende nach Caesar ein Lager aufgeschlagen haben, denn der Adler war ein Teil des Feldzeichens der römischen Legionen. Der oben erwähnten überholten Theorie nach entstand der Ortsname aus Cesaris Otium („Caesars Ruhe“). Bisher wurde noch kein römisches Lager in der Normandie entdeckt.

### Mittelalter
Die Priorei Saint-Ouen wurde um 1066 von Hugues de Chaumont gegründet und dem Kloster Marmoutier geschenkt. Im Laufe der Zeit hatten auch die Franziskaner (ordo fratrum minorum recollectorum), der Trinitarier-Orden und die Ursulinen Niederlassungen in Gisors.
Um 1095 ließ der Herzog der Normandie und König von England Wilhelm II. (Guillaume II. le Roux) einen achteckigen Donjon erbauen, um die Grenzen zu verteidigen. Die Burg Gisors gehörte damit zu den zahlreichen Grenzschutzfestungen wie Dangu, Château-sur-Epte, Ecos, Baudemont und Gasny entlang der normannischen Epteufer. Auf der französischen Seite lagen die Burgen von Boury-en-Vexin, Saint-Clair-sur-Epte und La-Roche-Guyon. Gisors war die wichtigste Grenzfestung im Norden des normannischen Vexin.
Aufgrund seiner Lage spielte der Ort im 12. Jh. mehrfach eine Rolle bei der Unterzeichnung von Friedensverträgen zwischen dem König von Frankreich und dem König von England, der zugleich Herzog der Normandie war:
1. Frieden von Gisors 1113
2. Frieden von Gisors 1158
3. Frieden von Gisors 1180
4. Frieden von Gisors 1188

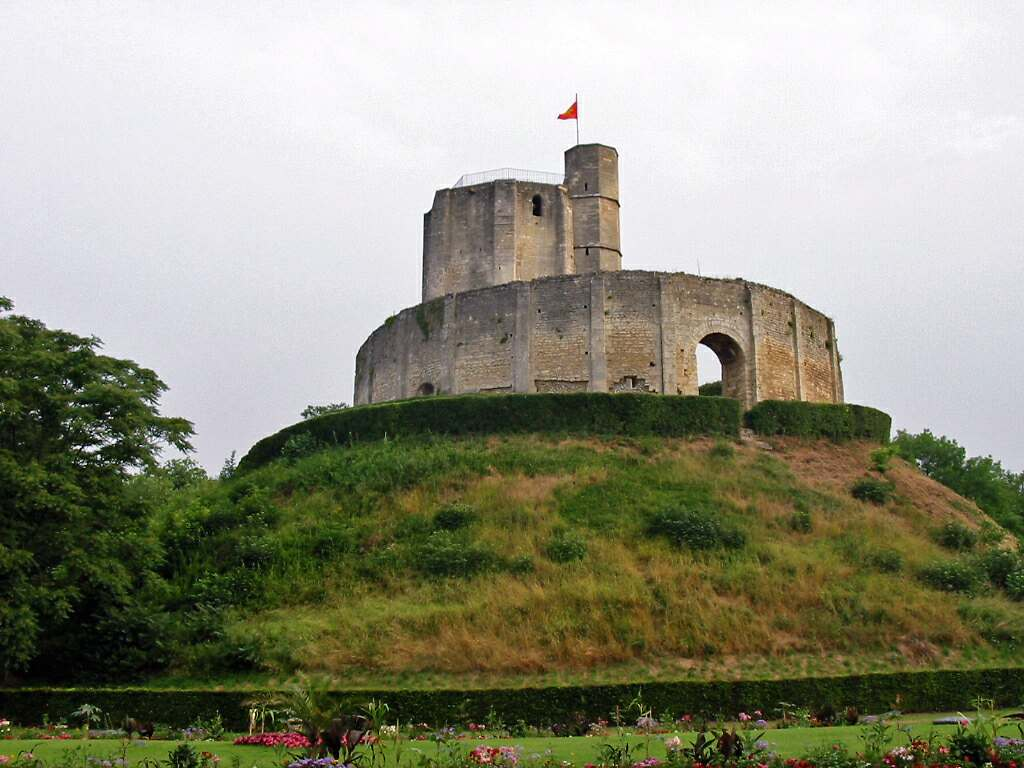
Burgruine Gisors

Auf einem Feld zwischen Gisors und Courcelles fand am 28. September 1198 eine Schlacht zwischen dem englischen König Richard Löwenherz und dem französischen König Philipp II. statt. Philipp II. (1165–1223) nutzte nicht den alten, achteckigen Donjon, sondern ließ einen neuen, runden Donjon erbauen, der Tour du prisonnier (‚Turm des Gefangenen‘) genannt wird, weil ein Gefangener dort zur Zeit der Hugenottenkriege (1562–1598) in die Wände seiner Zelle zahlreiche Reliefs eingeritzt hat.
Gisors wurde mehrmals in eine Comté oder eine Duché umgewandelt. Zu Beginn des 14. Jahrhunderts war die Blütezeit Gisors. Gerbereien und Webereien der Stadt führten zu wirtschaftlichem Wachstum. Gisors war Sitz einer der sieben großen Bailliages der Normandie und Sitz einer Vicomté.

### Neuzeit
Im Laufe der Jahre war Gisors im Besitz von verschiedenen Mitgliedern der Königsfamilie, darunter Blanche d’Évreux (1331–1398), Renée de France (1510–1574), François-Hercule de Valois-Angoulême, duc d’Alençon (1555–1584), und Charles de Bourbon, duc de Berry (1686–1714). Nach Charles de Bourbons Tod tauschte dessen Großvater Ludwig XIV. (1638–1715) Gisors mit Louis-Charles-Auguste Fouquet de Belle-Isle (1684–1761) gegen die Comté Belle-Île. Auf Fouquets Wunsch wurde die Comté Gisors 1742 in eine Duché verwandelt. Bei seinem Tod vermachte Fouquet Gisors Ludwig XV. (1710–1774), der es 1762 mit Louis Charles de Bourbon, comte d’Eu (1701–1775), gegen das Fürstentum Dombes eintauschte. Nach dem Tod von Louis Charles de Bourbon fiel das Herzogtum Gisors an dessen Neffen Louis Jean Marie de Bourbon, duc de Penthièvre (1725–1793).

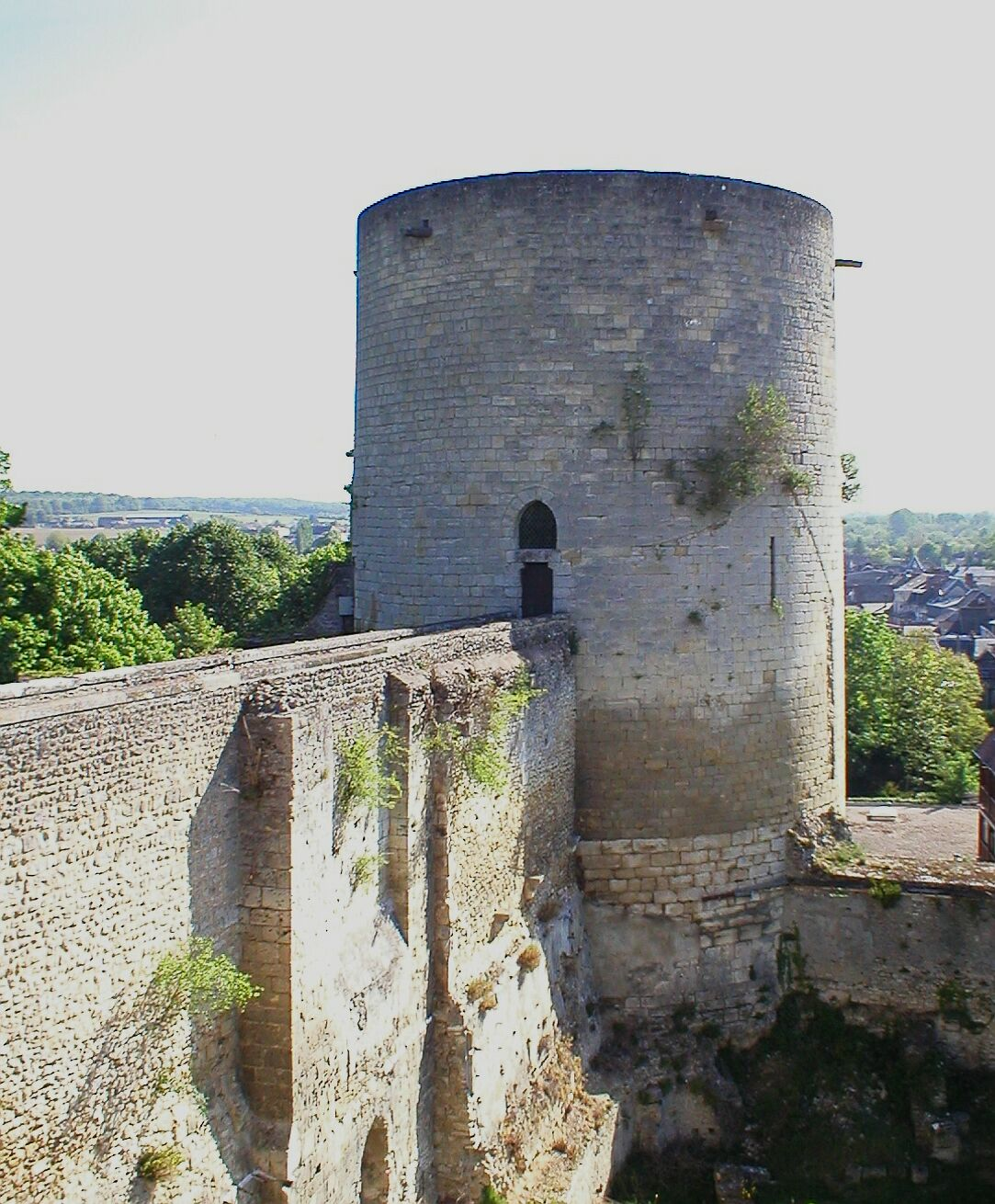
Ein Turm der Burg

Ab 1520 hielt die Reformation im Département Eure Einzug. Im Jahr 1531 tagte deshalb das Inquisitionsgericht in Gisors. Nachdem in Rouen 1557 und in Évreux 1559 eine offizielle reformierte Kirche eingerichtet worden war, folgte Gisors diesem Beispiel. Die protestantische Kirche in Gisors bestand bis zur Aufhebung des Edikts von Nantes mit dem Edikt von Fontainebleau im Jahr 1685.
Die katholische Heilige Liga stationierte bis 1590 während der Hugenottenkriege eine Garnison in Gisors, die bis 1588 unter dem Befehl von Henri I. de Lorraine, duc de Guise stand. François Sublet des Noyers (1588–1645) gründete einen Konvent der Unbeschuhten Karmelitinnen in Gisors, dessen Kirche 1655 geweiht wurde. Während der Fronde (1648–1653) gewährte die Stadt den Rebellen Unterschlupf.
Während der Französischen Revolution (1789–1799) erhielt Gisors im Jahr 1793 den Status einer Gemeinde und 1801 das Recht auf kommunale Selbstverwaltung. Die Priorei Saint-Ouen wurde aufgelöst. Um 1900 waren nur noch einige Ruinen der Klosterkapelle aus dem 11. Jahrhundert sichtbar. Der 1616 gegründete Ursulinenkonvent und der 1622 gegründete Konvent der Annuntiatinnen wurden ebenfalls zerstört. Der Konvent der Unbeschuhten Karmelitinnen wurde aufgelöst und seine Kirche in ein Theater umgewandelt, das 1973 zerstört wurde.
Im Zweiten Weltkrieg wurde Gisors im Juni 1940 viermal von der deutschen Luftwaffe bombardiert. Am 6. Juni war hauptsächlich der Bahnhof und Boisgeloup betroffen, am 7. setzte die Luftwaffe Brandbomben gegen die graphitverarbeitende Fabrik Carbone Lorraine, die Kirche und das Geschäftsviertel ein. Die Stadt stand in Flammen, das Krankenhaus musste geräumt werden. Am darauffolgenden Samstag fielen erneut Brandbomben auf die Stadt. Diesmal waren die Innenstadt rund um das Theater und die Mairie betroffen. Indes denunzierten Franzosen andere Franzosen an die deutschen Besatzer. Ein Opfer dieser Praxis war Maurice Cornet, von dem im Frühling 1944 ein gewisser „Leroi“ zu wissen angab, dieser verteile Flugblätter des kommunistischen Widerstands.
Im Sommer 1944 während der Operation Overlord verzeichnete die Gemeinde 22 Bombardements durch die Alliierte Luftwaffe. Dabei entstand vor allem materieller Schaden. Bei ihrem Abzug ließ die Wehrmacht Munitionswagen explodieren. Dadurch wurde die Kirche erneut beschädigt.

## Politik
Gisors ist Hauptort des Kantons Gisors und des Kommunalverbands Vexin Normand.

### Wappen
Das Wappen der Gemeinde ist rot, mit einem goldenen Kreuz, das am Rand durch Zierrat geschmückt ist (Croix engrelée). Das Schildhaupt ist blau und trägt drei goldene Lilien.

### Partnerschaft
Gisors unterhält seit dem Jahr 1970 eine Partnerschaft mit Riegelsberg im Saarland. Dabei konnte an Kontakte angeknüpft werden, die seit 1965 zwischen dem Heimkehrerverband Riegelsberg und dem Verband der ehemaligen Kriegsteilnehmer der Stadt Gisors bestanden. Nachdem die beiderseitigen Stadt- und Gemeinderäte sich kennengelernt hatten, konnte das Vorhaben vorangetrieben werden. Am 5. Juli 1970 unterzeichneten beide Bürgermeister in der Turnhalle der Riegelsberger Lindenschule im Rahmen eines Heimatfestes die Partnerschaftsurkunde. Im Jahresverlauf finden mehrfach Besuche bei der jeweiligen Partnergemeinde sowie Schüleraustausche in den Ferien statt.

## Kultur und Sehenswürdigkeiten
Gisors ist mit zwei Blumen im Conseil national des villes et villages fleuris (Nationalrat der beblümten Städte und Dörfer) vertreten. Die „Blumen“ werden im Zuge eines regionalen Wettbewerbs verliehen, wobei maximal vier Blumen erreicht werden können.

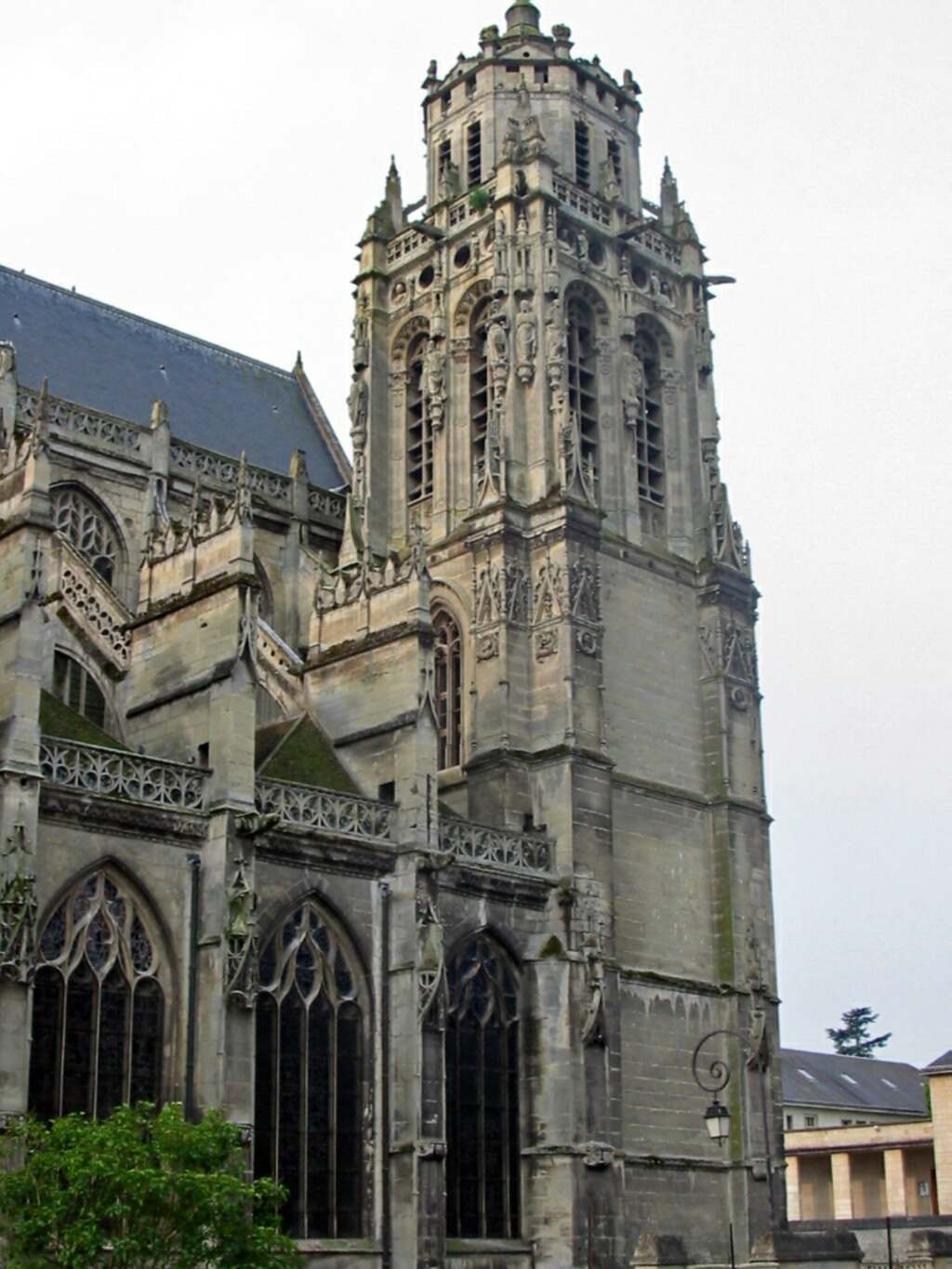
La Grosse Tour

Zur Burg führt eine steile Gasse aus dem 12. Jahrhundert, die Passage du Monarque genannt wird. Die Burg selbst stammt aus dem 11. Jahrhundert und war von 1158 bis 1161 im Besitz des Templerordens. Sie erlangte außergewöhnliche Bekanntheit, da in ihr der Legende nach der Schatz der Tempelritter versteckt worden sein soll, nachdem der französische König Philipp IV. im Jahr 1307 die Führungsspitze des Ordens verhaften ließ.
Die Pfarrkirche Saint-Gervais-et-Saint-Protais (St. Gervasius und Protasius) wurde um 1249 auf den Fundamenten einer ursprünglichen Kirche erbaut, die 1124 abgebrannt war. Aus dem 13. Jahrhundert ist jedoch nur der Chor erhalten. Das Querschiff wurde im 15. Jahrhundert erneuert, Längsschiff und Fassade im 16. Jahrhundert. Die Kirche wurde schon 1840 als Monument historique (historisches Denkmal) klassifiziert und nach 1945 erneut restauriert. Im Inneren der Kirche befindet sich eine typische Renaissance-Treppe. Der Kirchturm, La Grosse Tour, weist alternierende Etagen im dorischen und ionischen Baustil auf. Im Querschiff findet man noch Spuren einer Litre funéraire, die 60 Zentimeter hoch ist und mehrere Wappen trägt, von denen jedoch nur noch zwei identifizierbar sind, es handelt sich um die Wappen der Familie Fouquet aus dem 18. Jahrhundert.
Der Konvent der Trinitarier wurde um 1603 gegründet. Damals bestand er aus einer Eremitage und einer Kapelle. Das heutige Wohngebäude stammt aus dem 18. Jahrhundert. Die Kapelle wurde wahrscheinlich in eine Scheune umgewandelt. Die Gebäude befinden sich im Privatbesitz.
Das Leprosorium wurde um 1210 erbaut. Die romanische Kapelle des Leprosoriums ist erhalten geblieben, ihr Dekor ist für die Romanik in der Normandie typisch. Sie wurde im 15. und 17. Jahrhundert umgebaut. Das Leprosorium wurde im 18. Jahrhundert in ein Armenhaus (Bureau des Pauvres) umgewandelt. 1992 wurde es als Monument historique eingestuft.
An der Epte steht noch das Lavoir (Waschhaus) aus dem 18. Jahrhundert, das 1927 in das Zusatzverzeichnis der Monuments historiques eingetragen wurde. An dieser Stelle stand seit dem 15. Jahrhundert ein Waschhaus.

## Persönlichkeiten

### Söhne und Töchter der Stadt
- Marie Pierre Isidore de Blanmont (1770–1846) war ein Generalleutnant und Mitglied der Abgeordnetenkammer (Chambre des représentants) während der Herrschaft der Hundert Tage.[20]
- Jean-Baptiste-Joseph Duchesne (1770–1856) war ein Miniaturenmaler.[2][21]
- Charles Marie Benjamin Rouget (1824–1904) war ein Physiologe und Histologe.[22]
- Albert Forcinal (1887–1976) war ein Veteran des Ersten Weltkriegs, Résistance-Kämpfer, Häftling des KZ Buchenwald, Abgeordneter der französischen Nationalversammlung und kurzzeitig Regierungsmitglied
- Hicham Ziouti (* 1985) ist ein Boxer.[23]
- Didier Digard (* 1986) ist ein Fußballspieler.

### Persönlichkeiten, die mit dem Ort verbunden sind
- Pablo Picasso (1881–1973) war ein spanischer Maler, Grafiker und Bildhauer, der von 1930 bis 1936 im Schloss von Boisgeloup wohnte.[2]
- Xavier Lesage (1885–1968), Dressurreiter, verbrachte seinen Lebensabend in Gisors.[24]
- Jacques de Molay (zwischen 1244 und 1250–1314), 1310 bis 1314 in der Burg inhaftierter Tempelritter und letzter Großmeister des Templerordens.
- Geoffroy de Charnay (um 1251–1314), 1310 bis 1314 in der Burg inhaftierter Tempelritter und Würdenträger des Ordens, zuletzt Präzeptor der Normandie.
- Hugues de Pairaud (vor 1250–nach 1321), 1310 bis 1314 in der Burg inhaftierter Tempelritter und Würdenträger des Ordens, zuletzt Visitator des Ordens in Frankreich.
- Godefroi de Gonneville 1310 bis 1314 in der Burg inhaftierter Tempelritter und Würdenträger des Ordens, zuletzt Ordens-Meister von Aquitanien.